# Motel l'Eau Vive
Le Motel l'Eau Vive anciennement appelé Museumotel l'Utopie est un motel maison bulle musée sur une île fluviale à Raon-l'Étape dans les  Vosges conçu par l'architecte Pascal Haüsermann et sa compagne Claude Costy en 1967.

## Historique
En 1967, l'architecte Pascal Haüsermann et sa compagne Claude Costy ont construit le Motel l'Eau Vive à Raon-l'Etape, dans les Vosges. Maurice Thiery, hôtelier-restaurateur propriétaire d'un établissement situé en centre ville, souhaitait s'agrandir. En découvrant un article dans le magazine Elle présentant les maisons bulles inventées par Pascal Haüsermann, l'hôtelier fait appel aux services du couple d'architectes[réf. souhaitée]. Le motel est un ensemble de onze pavillons bulles, dont neuf dédiés à l'hébergement. Le site a été rebaptisé Museumotel l'Utopie de 2007 à 2015. Le site a retrouvé son nom d'origine, Motel l'Eau Vive, en 2019, avec le dernier propriétaire.

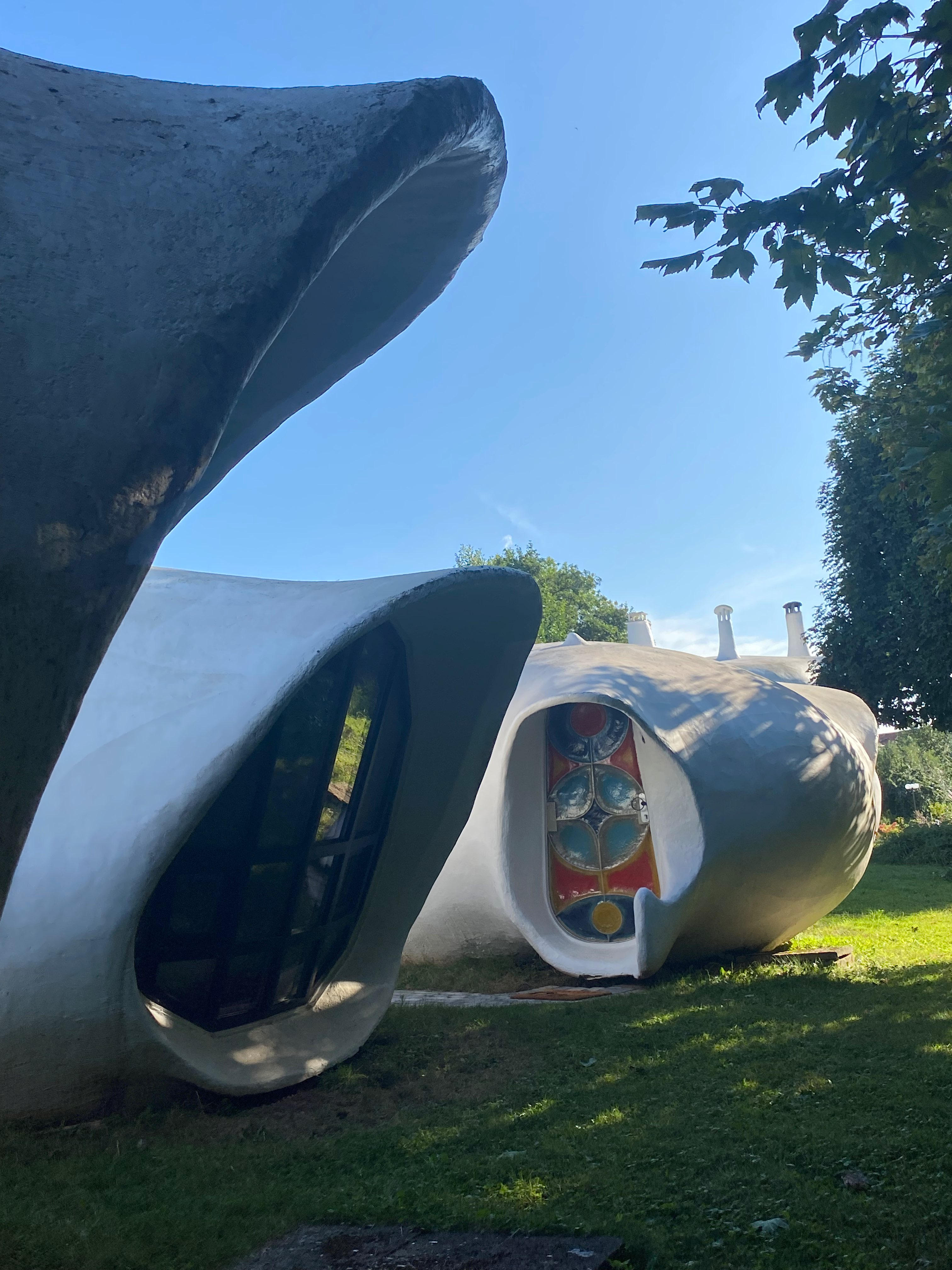
Motel l'Eau Vive à Raon-l'Étape en août 2024

## Caractéristiques
Cet ensemble de pavillons bulles, chambres d'hôtes, du couple d'architectes utopiste et visionnaire Pascal Haüsermann et Claude Costy, est construit entre 1967 et 1969 à Raon-l'Étape dans les Vosges, sur une petite île fluviale d'un affluent de la Meurthe, dans un vaste cadre verdoyant de plus de 4000 mètres carrés. Il est composé d'une grande bulle de réception (cuisine, petite salle de restaurant à l'étage/espace polyvalent) et de neuf pavillons bulles pour les chambres. Ces neuf chambres bulles sont réparties en cercle au fond de la presqu'île, et composées de trois bulles pouvant héberger une famille de quatre personnes, avec six bulles pouvant recevoir deux personnes[réf. souhaitée].
Cet ensemble a connu différents propriétaires, dont un particulier en 2003 qui va opérer des transformations profondes dans la grande bulle, considérée comme habitation principale. Le site tombe à l'abandon puis est racheté par une équipe de passionnés qui le restaure. Les neuf chambres bulles avec salles de bain individuelles comportaient des décorations individualisées des années 1950 aux années 1970 avec des objets de designers. Il y avait une chambre bulle « Pop Art » années 1950, une chambre bulle « Zen » ou encore une chambre bulle « Love Bubble ». Un Café de l'Utopie était installé dans la bulle de réception principale, pour accueillir les expositions et concerts.  
Cet hôtel qui s'appelait à l'origine le Motel l'Eau Vive, a été rebaptisé « Museumotel » en août 2007 mais l'établissement a fermé en 2015. Le motel a depuis repris son nom d'origine avec le propriétaire actuel qui l'a acquis en 2019 et a fait mener des travaux de réhabilitation et rénovation qui ont conduit à une réouverture en juillet 2024. Le réaménagement du jardin a été confié à une paysagiste. Le site est désormais complètement piétonnier[réf. souhaitée]. 
L'ensemble a été classé monument historique par arrêté du 9 juillet 2014.